# Tsaratsovo
Tsaratsovo (Bulgaars: Царацово) is een dorp in Bulgarije. Het dorp is gelegen in de gemeente Maritsa, oblast Plovdiv. Het dorp ligt hemelsbreed ongeveer 8 km ten noordwesten van Plovdiv en 124 km ten zuidoosten van de hoofdstad Sofia. 

## Bevolking
Op 31 december 2020 woonden er 2.119 personen in het dorp Tsaratsovo.
|  |

In het dorp wonen nagenoeg uitsluitend etnische Bulgaren. In 2011 identificeerden 1.932 van de 1.947 ondervraagden zichzelf met de “Bulgaarse etniciteit”. 
| Etnische samenstelling van de respondenten (2011) | Etnische samenstelling van de respondenten (2011) | Etnische samenstelling van de respondenten (2011) | Etnische samenstelling van de respondenten (2011) | Etnische samenstelling van de respondenten (2011) |
| ------------------------------------------------- | ------------------------------------------------- | ------------------------------------------------- | ------------------------------------------------- | ------------------------------------------------- |
|                                                   |                                                   |                                                   |                                                   |                                                   |
| Bulgaren                                          | Bulgaren                                          |                                                   | 99,2%                                             | 99,2%                                             |
| Turken                                            | Turken                                            |                                                   | 0,0%                                              | 0,0%                                              |
| Roma                                              | Roma                                              |                                                   | 0,0%                                              | 0,0%                                              |
| Anders/Onbekend                                   | Anders/Onbekend                                   |                                                   | 0,8%                                              | 0,8%                                              |

Van de 2.300 inwoners die in februari 2011 werden geteld, waren er 287 jonger dan 15 jaar oud (12,5%), gevolgd door 1.545 personen tussen de 15-64 jaar oud (67,2%) en 468 personen van 65 jaar of ouder (20,3%).